# کینگ فیلیپ (کلیپر)
کینگ فیلیپ (کلیپر) (به انگلیسی: King Philip (clipper)) یک کشتی بود که طول آن 182 ft. بود. این کشتی در سال ۱۸۵۶ ساخته شد.